# Moseć (wieś)
Moseć – wieś w Chorwacji, w żupanii szybenicko-knińskiej, w gminie Ružić. W 2011 roku liczyła 75 mieszkańców.